# Rotes Acouchi
Das Rote Acouchi (Myoprocta acouchy) ist eine Art der Acouchis. Es lebt im östlichen Amazonasgebiet im Norden Brasiliens und der angrenzenden Staaten Guyana, Französisch-Guayana und Suriname.

## Merkmale
Das Rote Acouchi erreicht eine Kopf-Rumpf-Länge von etwa 33,5 bis 39,0 Zentimetern bei einem Gewicht von 1,0 bis 1,4 Kilogramm. Die Ohrlänge beträgt 25 bis 40 Millimeter, die Hinterfußlänge 90 bis 104 Millimeter und die Schwanzlänge 51 bis 78 Millimeter. Der Rücken und der Rumpf der Tiere sind glänzend schwarz oder rot gefärbt, die Seitenfärbung sowie die Färbung der Beine sind dunkel kastanienbraun und orangefarben mit einer schwarzen Sprenkelung. Der Hinterkopf und der Nacken können gelblich sein. Die Haare des Rumpfes sind lang und hängen über den Körper herab. Der Schwanz ist kurz und schlank und endet in einer weißen Quaste.

## Verbreitung

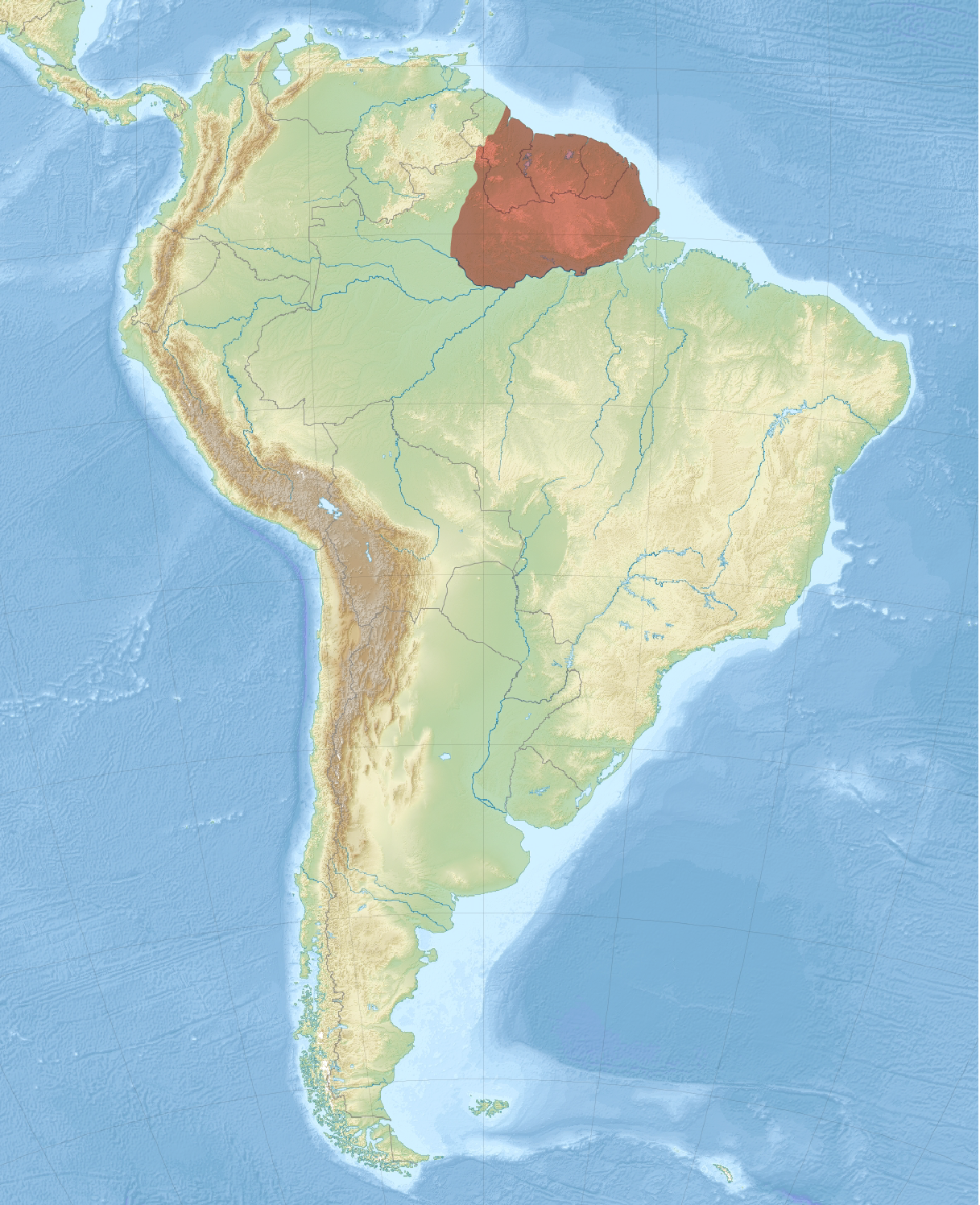
Verbreitungsgebiet des Roten Acouchis

Das Verbreitungsgebiet des Roten Acouchis befindet sich im nördlichen Südamerika und reicht von Guyana, Französisch-Guayana und Suriname bis in den Norden von Brasilien. Die Tiere leben vornehmlich nördlich des Amazonas und östlich des Rio Branco, es gibt allerdings auch Nachweise südlich des Amazonas zwischen dem Rio Madeira und dem Rio Tapajós.

## Lebensweise
Das Rote Acouchi lebt vor allem in den feucht-tropischen Regenwaldgebieten im östlichen Amazonasgebiet, wobei es in Sekundärwaldgebieten seltener ist als im Primärwald. Es kann zudem in angrenzenden Habitaten vorkommen. Die Tiere sind strikt tagaktiv, wobei die Hauptaktivität in den Morgen fällt. Die Nacht verbringen sie in Nestern vor allem in hohlen Bäumen, die mit Blättern ausgekleidet sind. Bei Gefahr stampfen sie mit den Beinen auf und stoßen Alarmrufe in Form von hohen Rufen und Pfiffen aus. Sie leben in der Regel in Familiengruppen, bestehend aus einem monogamen Paar mit dem letzten Nachwuchs. Die Territorien haben eine durchschnittliche Größe von 0,65 bis 1,2 Hektar und werden zur Trockenzeit größer aufgrund der geringeren Nahrungsverfügbarkeit. In diesem Bereich bewegen sich die einzelnen Tiere in der Regel allein und nutzen entsprechend auch individuelle Nester. Die Weibchen bevorzugen dichtere Vegetation und die Männchen mehr offene Bereiche ihrer Lebensräume. Im Territorium gibt es einzelne Bereiche mit hoher Frequentierung und es gibt in der Regel mehrere Nester, in denen sich das frische Nestmaterial der aktuellen Nutzung neben älterem Nistmaterial findet.
Acouchis ernähren sich vor allem von Früchten. Dabei fressen sie insbesondere das Fruchtfleisch, allerdings auch Samen und Exocarp. Daneben nehmen sie auch andere meist pflanzliche Nahrung zu sich, der Anteil an Insekten beträgt weniger als 1 % der Ernährung. Die Zusammensetzung der Nahrung variiert abhängig von der Verfügbarkeit der Früchte und dem Bedarf der Tiere vor allem abhängig von den Fortpflanzungsperioden. Samen werden häufig gesammelt und vergraben, nicht selten mehr als 100 Meter vom ursprünglichen Baum entfernt, wodurch die Tiere einen Anteil an der Verbreitung der Futterpflanzen haben. Außerdem sammeln sie Futter in kleinen Verstecken in ihren Territorien.
Die Fortpflanzung der Acouchis ist streng saisonal. Mehr als der Hälfte aller Geburten findet zwischen November und Januar zu der Zeit statt, wenn die Bäume die meisten Früchte tragen und damit das Nahrungsangebot besonders hoch ist. Der Östrus dauert etwa 42 Tage an und die Tragzeit beträgt ungefähr 100 Tage. Die Würfe bestehen aus einem bis drei Jungtieren, in der Regel werden zwei Junge geboren. Der Anteil der Männchen ist bei den Geburten leicht erhöht, bei den geschlechtsreifen Tieren jedoch weitgehend ausgewogen aufgrund der höheren Mortalität der männlichen Jungtiere.

## Systematik

Rotes Acouchi in einer historischen Darstellung aus der Iconographia Zoologica der Universität Amsterdam

Das Rote Acouchi wird als eigenständige Art innerhalb der Gattung der Agutis (Dasyprocta) eingeordnet, die aus zwei Arten besteht. Die wissenschaftliche Erstbeschreibung der Art stammt von dem Zoologen Johann Christian Polycarp Erxleben aus dem Jahr 1777 als Cavia acouchy und damit als Art der Meerschweinchen, der die Herkunft als „Habitat vulgaris in Guiania reliquaque America australi“ beschrieb. Durch R.S. Voss wurde die terra typica für einen Neotypus auf Paracou in Französisch-Guayana neu festgelegt. Teilweise wurde der wissenschaftliche Name Myoprocta acouchy allerdings auch dem Grünen Acouchi zugeordnet, da unklar war, welche der beiden Arten von Erxleben beschrieben wurde.
Innerhalb der Art werden keine Unterarten unterschieden. Die beiden teilweise als eigene Arten betrachteten M. exilis und M. leptura werden dieser Art als Synonyme zugeordnet.

## Status, Bedrohung und Schutz
Das Rote Acouchi wird von der International Union for Conservation of Nature and Natural Resources (IUCN) als nicht gefährdet („least concern“) eingeordnet. Begründet wird dies mit ihrer weiten Verbreitung, ihrer vermutlich großen Population und ihrer Anpassungsfähigkeit und Toleranz gegenüber einem gewissen Maß an Lebensraumveränderungen. Sie kommen zudem in einer Reihe von Schutzgebieten vor. Zugleich wird die Art nach Betrachtung der IUCN übermäßig bejagt, was in einigen Gebieten von Suriname und Französisch-Guayana zur lokalen Ausrottung geführt hat. Aufgrund ihrer Vorliebe für offene Wälder werden die Männchen häufiger gejagt als die Weibchen. Außerdem werden die Tiere in Brasilien teilweise als Haustier gehalten, vor allem bei der indigenen Bevölkerung.

## Belege
1. 1 2 3 4 5 6 7 8 9 10 11 12  Red Acouchy. In: J. A. Gilbert, T.E. Lacher jr: Family Dasyproctidae (Agoutis and Acouchys) In: Don E. Wilson, T.E. Lacher, Jr., Russell A. Mittermeier (Hrsg.): Handbook of the Mammals of the World: Lagomorphs and Rodents 1. (HMW, Band 6) Lynx Edicions, Barcelona 2016, S. 460–461, ISBN 978-84-941892-3-4.
2. 1 2 3 4 5  Myoprocta acouchy in der Roten Liste gefährdeter Arten der IUCN 2022. Eingestellt von: F. Catzeflis, M. Weksler, 2016. Abgerufen am 5. Januar 2023.
3. 1 2  Myoprocta acouchy. In: Don E. Wilson, DeeAnn M. Reeder (Hrsg.): Mammal Species of the World. A taxonomic and geographic Reference. 2 Bände. 3. Auflage. Johns Hopkins University Press, Baltimore MD 2005, ISBN 0-8018-8221-4.